# 立花芳夫
立花 芳夫（たちばな よしお、1890年（明治23年）2月24日 - 1947年（昭和22年）9月24日）は、日本の陸軍軍人。最終階級は中将。愛媛県出身。陸軍士官学校卒業（25期）。兵科は歩兵科。功四級。

## 経歴
立花三吉の二男として生まれる。私立金光中学を経て、1913年（大正2年）5月、陸軍士官学校を卒業。同年12月、歩兵少尉に任官し歩兵第12連隊付となる。1916年（大正5年）9月から翌年1月まで陸軍戸山学校体操科で学んだ。1923年（大正12年）8月、歩兵大尉に進級。1924年（大正13年）3月、歩兵第12連隊中隊長となり、松山連隊区副官、第11師団副官、高松商業学校配属将校を経て、1930年（昭和5年）8月、歩兵少佐に進級。歩兵第12連隊副官、同大隊長を歴任し、1935年（昭和10年）8月、歩兵中佐に昇進し歩兵第44連隊付となる。独立守備歩兵第9大隊付、満州国軍事顧問を経て、1938年（昭和13年）7月、歩兵大佐に進んだ。1939年（昭和14年）10月、歩兵第65連隊長に就任し日中戦争に出征。宜昌作戦などに参加した。

### 小笠原事件
混成第1旅団長（のち第109師団長）として父島に駐留中に、的場末勇少佐（45期歩兵科）らと共謀し、米軍捕虜の処刑や人肉食を行ったとされ、戦後にグアム軍事法廷で、1946年5月から9月にかけて三段階に渡る審判が行われた結果、立花には絞首刑が言い渡され、翌1947年（昭和22年）に処刑された。

## 年譜
- 1913年（大正2年）5月26日：陸軍士官学校卒業
  - 12月25日：陸軍少尉
- 1938年（昭和13年）7月15日：陸軍歩兵大佐
  - 7月15日：満州国軍事顧問
- 1939年（昭和14年）10月2日：歩兵第65連隊長
- 1942年（昭和17年）8月1日：広島連隊区司令官
- 1943年（昭和18年）3月1日：陸軍少将昇進
- 1944年（昭和19年）5月27日：混成第1旅団長
- 1945年（昭和20年）3月23日：陸軍中将
  - 3月23日：第109師団長

（硫黄島の109師団玉砕に伴い、混成第1旅団を第109師団に再編成したもの）
- 1946年（昭和21年）10月4日：米軍の軍事裁判で絞首刑判決
- 1947年（昭和22年）9月24日：グアム島で法務死

## 栄典
- 1945年（昭和20年）1月25日 - 勲二等瑞宝章[3]

## 慰霊碑
愛媛縣護國神社に建立された「殉国二十二烈士之碑」に他の戦犯と共に英霊として祀られている。碑文は次の通り。